# Radinghem-en-Weppes
Radinghem-en-Weppes település Franciaországban, Nord megyében. Lakosainak száma 1404 fő (2022. január 1.). Radinghem-en-Weppes Ennetières-en-Weppes, Beaucamps-Ligny, Bois-Grenier, Escobecques és Le Maisnil községekkel határos.

## Népesség
A település népességének változása:
| Lakosok száma | 1349 | 1368 | 1386 | 1406 | 1403 | 1401 | 1398 | 1393 | 1404 |
|               | 2013 | 2015 | 2016 | 2017 | 2018 | 2019 | 2020 | 2021 | 2022 |